# Hôn kiểu Pháp

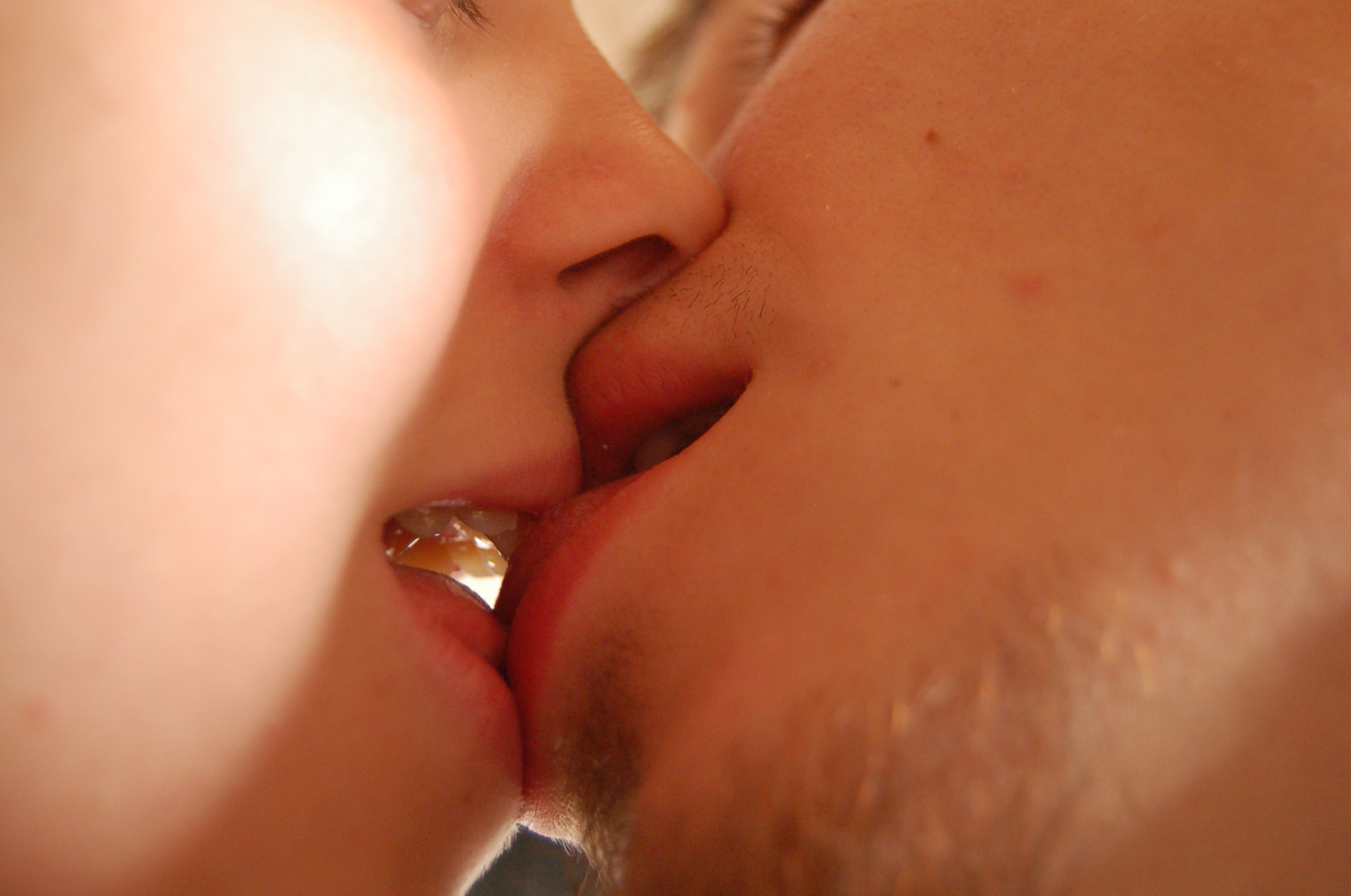
Hai người hôn nhau kiểu Pháp

Nụ hôn kiểu Pháp, còn được gọi là một nụ hôn sâu, là một nụ hôn say đắm trong đó lưỡi của người tham gia mở rộng để chạm vào môi hoặc lưỡi của đối tác. Một "nụ hôn với lưỡi" kích thích môi, lưỡi và miệng của đối tác, nhạy cảm với sự đụng chạm và gây hưng phấn sinh lý. Vùng miệng là một trong những vùng kích thích tình dục chính của cơ thể. Hàm ý của một nụ hôn chậm, say đắm được coi là thân mật, lãng mạn, gợi tình hoặc tình dục. Cảm giác khi hai lưỡi chạm vào nhau, còn được gọi là "chạm lưỡi", đã được chứng minh là có tác dụng kích thích giải phóng endorphin và giảm mức độ căng thẳng cấp tính. Nụ hôn kiểu Pháp thường được mô tả là 'căn cứ thứ nhất' và được nhiều người sử dụng như một chỉ báo về giai đoạn mà một mối quan hệ đã đạt được.